# Banjo de cinco cordas
Nota: Este artigo é somente sobre o banjo de cinco cordas, conhecido também como banjo americano, banjo de bluegrass ou ainda banjo country. Para outros tipos, veja Banjo.
Banjo de cinco cordas, também conhecido como banjo americano, ou banjo de bluegrass ou 5-strings banjo em inglês, é um banjo com cinco cordas de metal, utilizado principalmente nos gêneros musicais bluegrass, country e folk. O instrumento consiste de um anel circular (de metal ou madeira) coberto por uma película tensionada. O braço possui trastes que o tornam um instrumento temperado. As versões mais comuns possuem cinco cordas de metal, mas há banjos de bluegrass com seis cordas. O instrumento é tocado pelo instrumentista apoiado em suas pernas ou pendurado por uma tira resistente em seu ombro. Os instrumentistas de banjo americano usam, em geral, uma dedeira de plástico no polegar e dedeiras de metal nos dedos indicador e médio.

## Uso na músicabluegrass
O banjo americano é um dos principais instrumentos da música bluegrass. Junto com o Violão Folk, o Baixo acústico, o violino e o bandolim, está presente em quase a totalidade das bandas de bluegrass existentes. Um exemplo deste tipo de formação de instrumentos é o grupo Nashville Bluegrass Band.

## Estilos

### Estilo três dedos

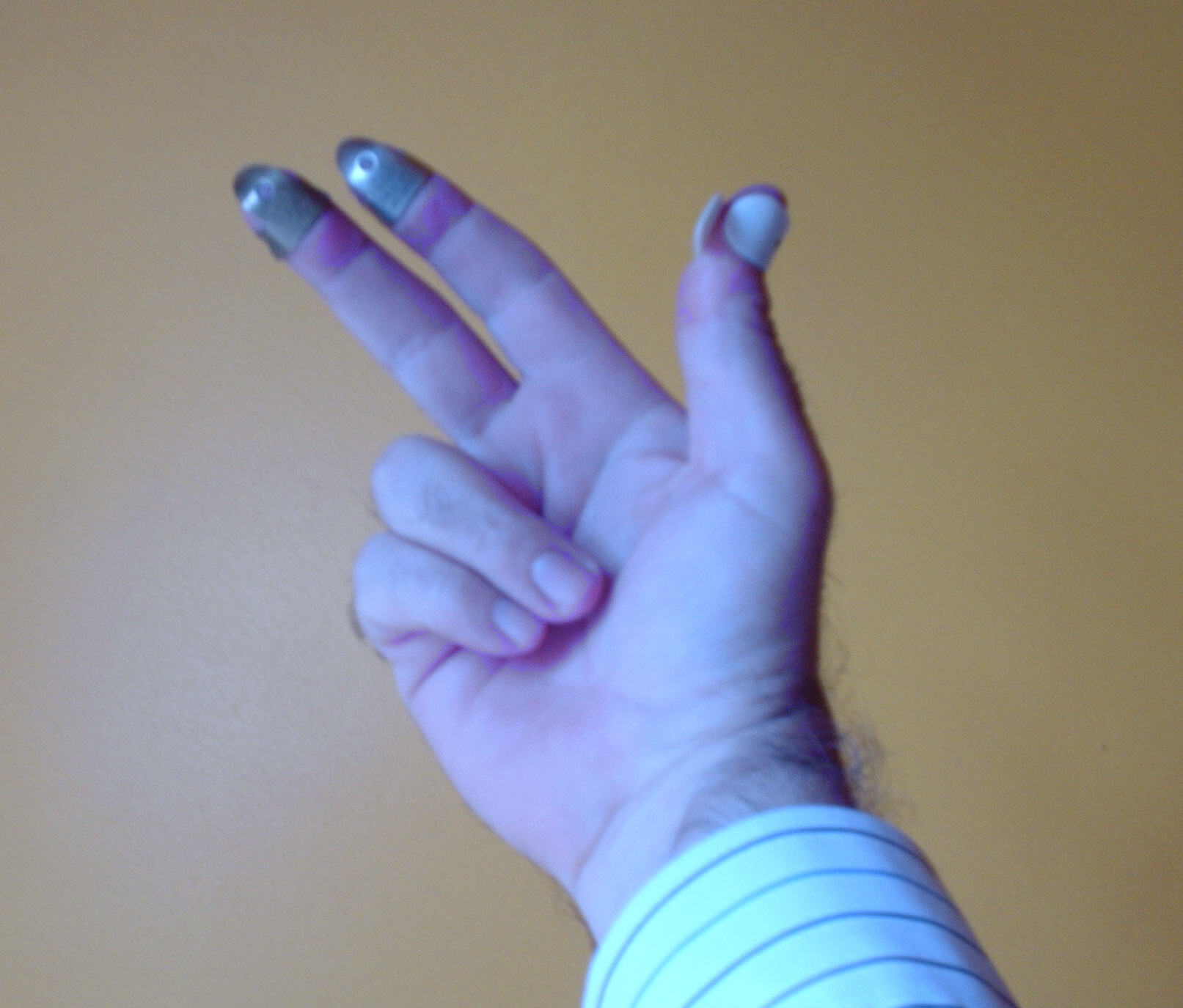
Ilustração do uso de dedeiras para o 3-finger style

O estilo três dedos (em inglês: 3-finger style) é um dos mais populares entre os estilos de banjo bluegrass. Um dos seus maiores desenvolvedores é o banjoísta Earl Scruggs. Uma característica deste estilo é que as notas da melodia são cercadas por notas de fundo. Diversos instrumentistas adotam preferencialmente este estilo como por exemplo Bela Fleck, Earl Scruggs, John Hartford, John McEuen, Tony Trischka e Steve Martin.

### Estilo Don Reno
O estilo Don Reno foi criado por Don Reno nos anos 50. Outra denominação para este estilo, no ambiente bluegrass, é o de single-string style. Este estilo permitiu, pela primeira vez, que o banjoísta tocasse, nota por nota, melodias em um arranjo bluegrass. A técnica era bastante similar ao uso da palheta, mas para isso ele utilizava o polegar e o indicador.

### Estilo Melódico
O estilo melódico (em inglês: melodic style) é um estilo popularizado por Bill Keith no início dos anos 60. Embora as técnicas básicas de Keith não fossem originais ele foi a primeira pessoa que a maioria do público as ouviu usar. Segundo o próprio Keith, seu estilo tinha influências do estilo de Reno.

### EstiloClawhammer
O Clawhammer é um estilo de tocar banjo altamente rítmico e componente comum da música dos velhos tempos americanos. A principal diferença entre o estilo clawhammer e outros estilos é a direção da batida. Na maioria dos outros estilos, as batidas ocorrem de cima para baixo e de baixo para cima alternadamente. O Clawhammer, ao contrário, é principalmente um estilo de batida somente de cima para baixo. Ralph Stanley é um instrumentista que adota preferencialmente este estilo.

## Rolagens para o estilo três dedos
O estilo de três dedos dispõe de diversos tipos de rolagens. As rolagens mais comuns utilizadas no estilo três dedos são a Rolagem do Polegar Alternado, a Rolagem para Frente e a Rolagem em Reverso. Quando o instrumentista se torna mais experiente, ele pode alternar as diversas rolagens para obter belos efeitos na execução de seu instrumento.

### Rolagem do Polegar Alternado
Em inglês, "Alternating Thumb Roll", é uma rolagem onde o polegar alterna entre duas cordas (2ª e 5ª, 3ª e 5ª ou 4ª e 5ª). Nesta rolagem o polegar alterna com os dedos indicadores/médio independentemente de que nota seja tocada. Para que o som seja característico da música bluegrass, a primeira nota de cada conjunto de quatro notas (sempre o polegar) deve ser tocada com mais força e a segunda nota de cada medida deve ser tocada mais rápido. A tablatura 1 ilustra esta rolagem:

### Rolagem para Frente - Básica
Em inglês, "Forward Roll", é uma rolagem onde o polegar alterna com o indicador como nota de acento. Esta rolagem é muito utilizada quando se usa o banjo como fundo para outros instrumentos. Para o iniciante, esta rolagem pode ser um pouco difícil e requer bastante prática. Na tablatura 2, está se demonstrando uma alternação entre as cordas 1ª, 3ª e 5ª, mas podem ser utilizadas outras combinações como 1ª, 2ª e 5ª, ilustrada na tablatura 3.

### Rolagem em Reverso
Em inglês, "Reverse Roll", é uma rolagem onde cada uma das oito notas é tocada com igual espaçamento de tempo. É muito importante guardar um espaçamento de tempo igual entre cada nota para executar esta rolagem de maneira correta. A tablatura 4 ilustra esta rolagem:

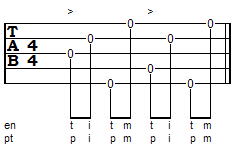
Tablatura 1:Rolagem do Polegar Alternado (Thumb-Alternating Roll) Mixedⓘ
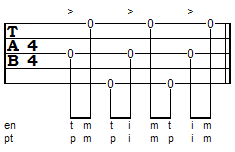
Tablatura 2:Rolagem para Frente Básica (Forward Roll) Forwardⓘ
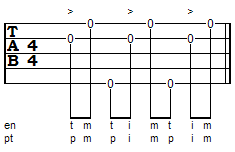
Tablatura 3:Rolagem para Frente Variação (Forward Roll variante) Forwardⓘ
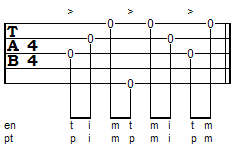
Tablatura 4:Rolagem em Reverso (Backward Roll) Forward-Backwardⓘ

## Finais
Há vaŕios riffs para finais usados no banjo. Um final bastante popular é o Shave and a Haircut:
Outro final encontrado em Neil Griffin:

## Principais instrumentistas

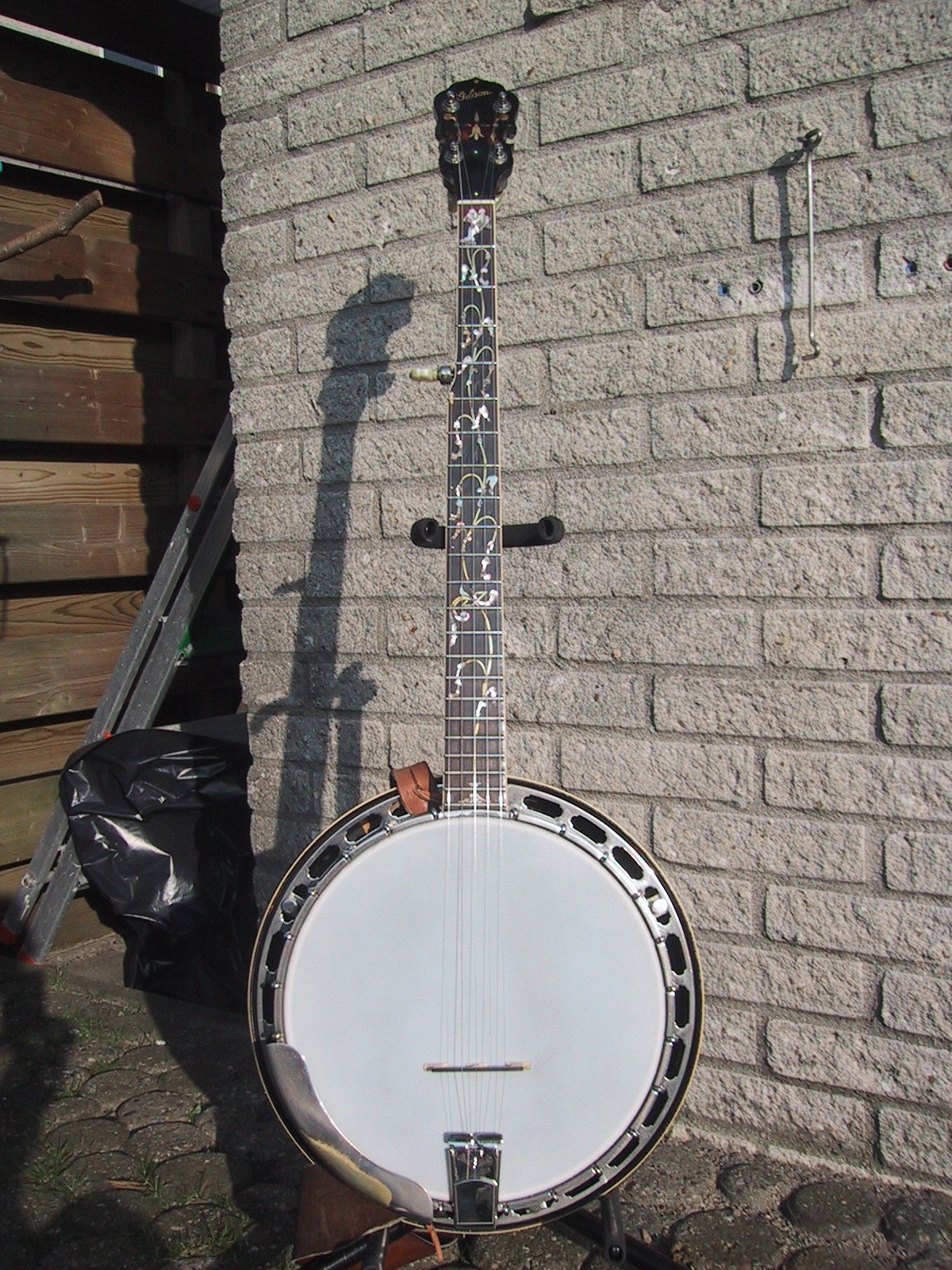
Banjo americano

A lista abaixo apresenta alguns dos principais instrumentistas de banjo de cinco cordas por país:

### Estados Unidos da América
- Bela Fleck
- Bill Keith
- Burl Ives
- Doc Watson
- Don Reno
- Earl Scruggs
- Ed Helms
- Emily Robison
- Jack Lawrence
- Jerry Garcia
- Jerry Van Dyke
- John Hartford
- June Carter
- Karen Dalton
- John McEuen
- Pete Seeger
- Ralph Stanley
- Ronny Cox
- Stan Ridgway
- Steve Martin[15]
- Sufjan Stevens
- Tony Trischka

### Brasil
- Adair Torres
- João Marcelo Lima
- Marcio Petracco
- Renato Velho
- Rick Ferreira

### Portugal
- André Dal